# Gal Uchovsky

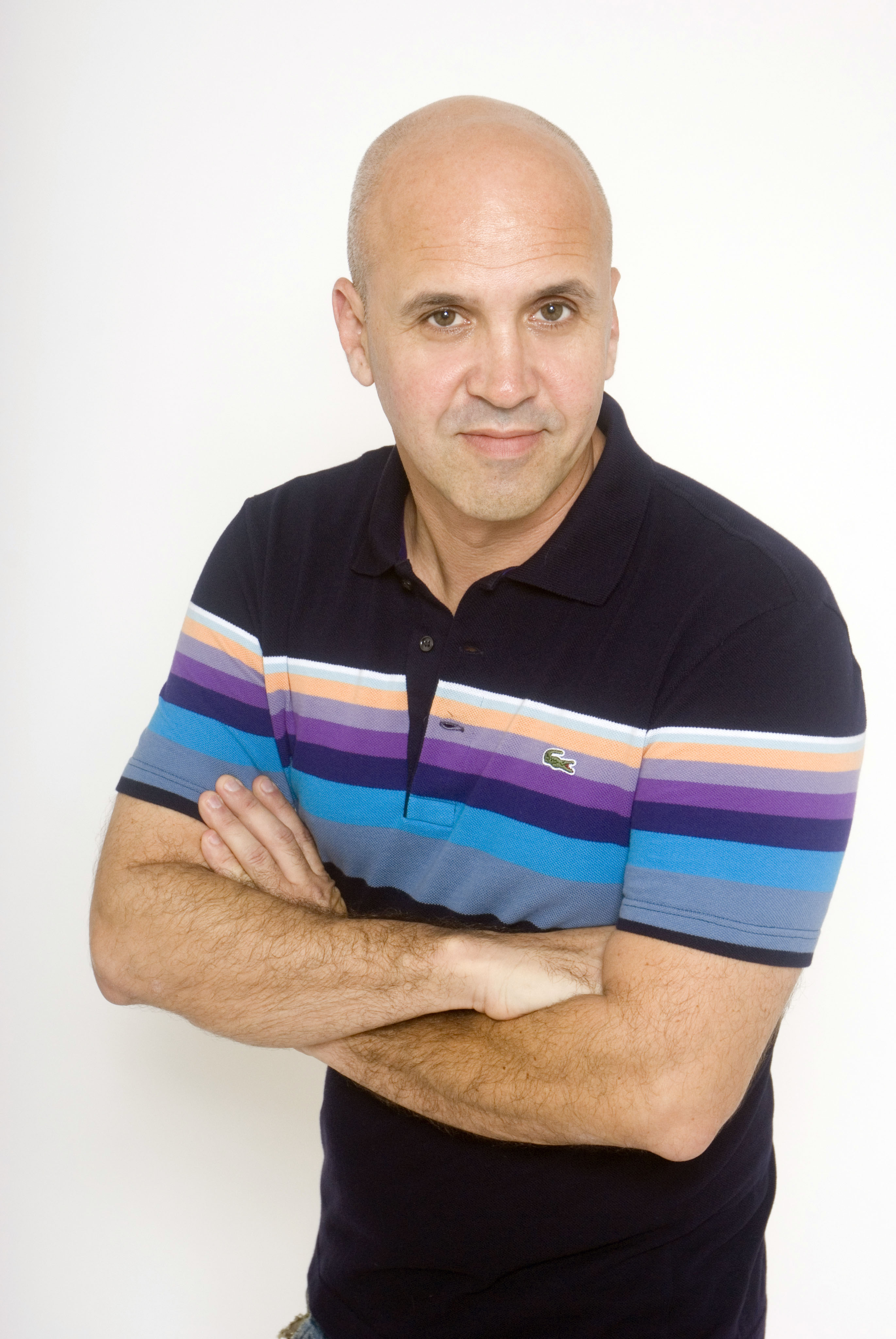
Gal Uchovsky

Gal Uchovsky (hebräisch גל אוחובסקי; * 1958 in Chadera) ist ein israelischer Drehbuchautor, Journalist und Filmproduzent.

## Biografie
1982 begann Uchovsky seine Karriere als Journalist bei diversen Zeitungen. Aufmerksamkeit erlangte er durch Studien von Politikern, wie dem ehemaligen israelischen Ministerpräsidenten Ezer Weizman und den damaligen amerikanischen Präsidentschaftskandidaten Bill Clinton.
Im Jahr 1988 lernte er seinen heutigen Lebenspartner Eytan Fox, einen israelischen Regisseur, kennen. Er versuchte fortan mit seinem Lebensgefährten Filmprojekte zu entwickelt und sie zu realisieren. In dem erfolgreichsten israelischen Kinofilm des Jahres 1994, Das Lied der Sirene (Shirat Ha'Sirena), war er noch für die Musik mitverantwortlich, dies änderte sich aber mit späteren Produktionen, da er sich nun auch als Drehbuchautor versuchte. Es sollte eine sehr erfolgreiche Zusammenarbeit mit Eytan werden, es entstanden die preisgekrönten Filme Yossi & Jagger und Walk on Water. Gemeinsam produzierten sie häufig Filme zum Thema Homosexualität. Uchovsky engagiert sich stark für die Lesben- und Schwulenbewegung.
Im Jahr 2002 war er Mitbegründer der Organisation für lesbische, schwule, bisexuelle, trans* und queere Jugendliche, Israel Gay Youth (IGY), deren Vorsitzender er bis 2021 war.

## Filmografie
- 1994: Das Lied der Sirene (Shirat Ha'Sirena)
- 1997: Florentine (Fernsehserie)
- 1997: Ba'al Ba'al Lev (Kurzfilm)
- 2002: Yossi & Jagger (Yossi & Jagger)
- 2004: Walk on Water (Lalecet Al Hamaim)
- 2006: The Bubble – Eine Liebe in Tel Aviv (Ha-Buah)
- 2020: Sublet